# Lijst van voetbalinterlands Equatoriaal-Guinea - Liberia
Deze lijst van voetbalinterlands is een overzicht van alle officiële voetbalwedstrijden tussen de nationale teams van Equatoriaal-Guinea en Liberia. De Afrikaanse landen speelden tot op heden zes keer tegen elkaar. De eerste ontmoeting, een kwalificatiewedstrijd voor de Afrika Cup 2008, werd gespeeld in Malabo op 3 september 2006. Het laatste duel, een kwalificatiewedstrijd voor de Afrika Cup 2025, vond plaats in Monrovia op 14 oktober 2024.

## Wedstrijden
| № | Plaats   | Datum            | Competitie                   | Wedstrijd                    | Uitslag |
| - | -------- | ---------------- | ---------------------------- | ---------------------------- | ------- |
| 1 | Malabo   | 3 september 2006 | Afrika Cup 2008 kwalificatie | Equatoriaal-Guinea – Liberia | 2 – 1   |
| 2 | Monrovia | 17 juni 2007     | Afrika Cup 2008 kwalificatie | Liberia – Equatoriaal-Guinea | 0 – 0   |
| 3 | Malabo   | 21 juli 2019     | Vriendschappelijk            | Equatoriaal-Guinea – Liberia | 1 – 1   |
| 4 | Monrovia | 20 november 2023 | WK 2026 kwalificatie         | Liberia − Equatoriaal-Guinea | 3 − 0   |
| 5 | Malabo   | 11 oktober 2024  | Afrika Cup 2025 kwalificatie | Equatoriaal-Guinea − Liberia | 1 − 0   |
| 6 | Monrovia | 14 oktober 2024  | Afrika Cup 2025 kwalificatie | Liberia − Equatoriaal-Guinea | 1 − 2   |

## Samenvatting
| Competitie              | Totaal gespeeld | Winst Equat.-Guinea | Gelijk | Winst Liberia | Doelsaldo Equat.-Guinea – Liberia |
| ----------------------- | --------------- | ------------------- | ------ | ------------- | --------------------------------- |
| WK-kwalificatie         | 1               | 0                   | 0      | 1             | 0 − 3                             |
| Afrika Cup-kwalificatie | 4               | 3                   | 1      | 0             | 5 − 2                             |
| Vriendschappelijk       | 1               | 0                   | 1      | 0             | 1 − 1                             |
| Totaal                  | 6               | 3                   | 2      | 1             | 6 − 6                             |

Wedstrijden bepaald door strafschoppen worden, in lijn met de FIFA, als een gelijkspel gerekend.

## Details

### Tweede ontmoeting
| Afrika Cup 2008 kwalificatie (Monrovia, Liberia, 17 juni 2007): |       |                    |
| Liberia                                                         | 0 – 0 | Equatoriaal-Guinea |
|                                                                 | goals |                    |

FEF · A-internationals · Selecties · Equatoriaal-Guinees vrouwenelftal
1970 – 1979 · 
1980 – 1989 · 
1990 – 1999 · 
2000 – 2009 · 
2010 – 2019 ·
2020 − 2029
1975 · 
1976 · 
1977 · 
1978 · 1979 · 1980 · 
1981 · 
1982 · 1983 · 
1984 · 
1985 · 
1986 · 
1987 · 
1988 · 
1989 · 
1990 · 
1991 · 1992 · 1993 · 1994 · 1995 · 1996 · 1997 · 
1998 · 
1999 · 
2000 · 
2001 · 
2002 · 
2003 · 
2004 · 
2004 · 
2005 · 
2006 · 
2007 · 
2008 · 
2009 · 
2010 · 
2011 · 
2012 · 
2013 · 
2014 · 
2015 · 
2016 · 
2017 ·
2018 ·
2019 ·
2020 ·
2021 ·
2022 ·
2023 ·
2024
Algerije ·
Andorra ·
Angola ·
Benin ·
Botswana ·
Burkina Faso ·
Cambodja ·
Centraal-Afrikaanse Republiek ·
Congo-Brazzaville ·
Congo-Kinshasa ·
Djibouti ·
Egypte ·
Estland ·
Gabon ·
Gambia ·
Ghana ·
Guinee ·
Guinee-Bissau ·
Ivoorkust ·
Kaapverdië ·
Kameroen ·
Kenia ·
Kosovo ·
Libanon ·
Liberia ·
Libië ·
Madagaskar ·
Malawi ·
Mali ·
Marokko ·
Mauritanië ·
Mauritius ·
Namibië ·
Niger ·
Nigeria ·
Rwanda ·
Saoedi-Arabië ·
Sao Tomé en Principe ·
Senegal ·
Sierra Leone ·
Soedan ·
Spanje ·
Tanzania ·
Togo ·
Tsjaad ·
Tunesië ·
Zambia ·
Zuid-Afrika ·
Zuid-Soedan
LFA · Liberiaans vrouwenelftal
Interlands
Tegenstander:
Algerije ·
Angola ·
Benin ·
Botswana ·
Burkina Faso ·
Burundi ·
Centraal-Afrikaanse Republiek ·
Colombia ·
Congo-Brazzaville ·
Congo-Kinshasa ·
Djibouti ·
Egypte ·
Equatoriaal-Guinea ·
Ethiopië ·
Gabon ·
Gambia ·
Ghana ·
Guinee ·
Guinee-Bissau ·
Indonesië ·
Irak ·
Ivoorkust ·
Kaapverdië ·
Kameroen ·
Kenia ·
Lesotho ·
Libië ·
Madagaskar ·
Malawi ·
Maleisië ·
Mali ·
Marokko ·
Mauritanië ·
Mauritius ·
Mexico ·
Namibië ·
Niger ·
Nigeria ·
Oeganda ·
Oman ·
Papoea-Nieuw-Guinea ·
Rwanda ·
Sao Tomé en Principe ·
Senegal ·
Sierra Leone ·
Soedan ·
Tanzania ·
Thailand ·
Togo ·
Tsjaad ·
Tunesië ·
Zambia ·
Zimbabwe ·
Zuid-Afrika